# فأر الخلد الجنوب إفريقي
فأر الخلد الجنوب إفريقي (الاسم العلمي: Georychus capensis) هو نوع من فئران الخلد ينتمي إلى فصيلة التهنونيات، موطنه جنوب إفريقيا. إنه النوع الحي الوحيد في جنس عَرْمَة.